# Betúria

La Península Ibèrica el s. III aC. En blau, els Celtici i els Turduli dins la Baeturia

Betúria (en llatí: Baeturia) era la denominació donada a l'època romana al territori de la península Ibèrica comprès entre els cursos inferiors dels rius Guadiana (en llatí Ana) i Guadalquivir (en llatí Baetis). El territori fou habitat a partir de la segona Edat del ferro per dos pobles d'orígens diferents, a l'oest els celtici (celtes), indoeuropeus, i a l'est els turduli (turduls), parents dels turdetans. El territori va ser annexionat per Roma a començaments del segle ii aC, i inclòs a la província romana d'Hispània Ulterior.
Amb el nou repartiment provincial dut a terme per l'emperador August el 27 aC, la totalitat de la Betúria es va integrar a la província senatorial de la Bètica, encara que amb diferent dependència conventual: mentre els Cèltics van pertànyer al convent jurídic d'Hispalis, els Turduls van quedar sota la dependència del de Corduba.
Segons la proposta d'Alicia M. Canto de 1991, completada el 1995 i el 1997, el repartiment del territori entre ambdós pobles es va deure a les explotacions mineres diverses en les quals respectivament eren experts: els cèltics en el ferro i els turduls en la plata i el plom.
En època àrab ambdós territoris continuaven existint de forma caracteritzada, els cèltics pervivien en la kûra de Firrís, als Turduls en la de Fahs en-Ballut.